# Estherville, Iowa
Estherville là một thành phố thuộc quận Emmet, tiểu bang Iowa, Hoa Kỳ. Năm 2010, dân số của thành phố này là 6360 người.

## Dân số
Dân số qua các năm:
- Năm 2000: 6656 người.
- Năm 2010: 6360 người.